# Поплавські
Попла́вські (пол. Popławski) — шляхетні роди.
- Поплавські гербу Древиця (пол. Popławski herbu Drzewica)
- Поплавські гербу Леліва (пол. Popławski herbu Leliwa).
- Поплавські гербу Слєповрон (пол. Popławski herbu Ślepowron).
- Поплавські гербу Яструбець (пол. Popławski herbu Jastrzębiec).

Древиця
Леліва
Слєповрон
Яструбець

## Поплавські гербу Древиця
У Кракіському воєводстві. Походять із Поплав, Підляське воєводство, Велике князівство Литовське.
- Миколай Поплавський (1636 — 1711) — Львівський латинський архієпископ.